# Gare de La Faloise
Gare de La Faloise – przystanek kolejowy w La Faloise, w departamencie Somma, w regionie Hauts-de-France, we Francji.
Jest przystankiem kolejowym Société nationale des chemins de fer français (SNCF), obsługiwaną przez pociągi TER Picardie.

## Położenie
Znajduje się na wysokości 84 m n.p.m., na km 104,191 linii Paryż – Lille, pomiędzy stacjami Breteuil-Embranchement i Ailly-sur-Noye.

## Historia
Przystanek został otwarty w 1846 przez Compagnie du chemin de fer du Nord wraz z odcinkiem Paryż – Amiens.

## Usługi
Jest obsługiwany przez pociągi TER Picardie linii 22 Paryż-Amiens.